# اداره نایب السلطنه گاروت
گاروت (اندونزیایی: Garut) شهری در استان جاوه غربی کشور اندونزی است. جمعیت این شهر بر اساس سرشماری سال ۱۹۹۰ میلادی، ۹۵٫۸۱۱ نفر و بر اساس سرشماری سال ۲۰۰۰ میلادی، ۱۱۳٫۶۰۵ بوده که در سال ۲۰۰۷ میلادی به ۱۲۵٫۸۶۶ نفر افزایش یافته‌است.